# Храмов, Александр Евгеньевич
Хра́мов Алекса́ндр Евге́ньевич (род. 20 сентября 1974, Саратов, РСФСР, СССР) — российский физик, специалист в области радиофизики, нелинейной динамики и теории сложных сетей, искусственного интеллекта, биофизики, когнитивной нейронауки, анализа биомедицинских данных и приложений методов искусственного интеллекта в биомедицине, доктор физико-математических наук, профессор, руководитель Балтийского центра нейротехнологий и искусственного интеллекта Балтийского федерального университета им. И. Канта.Избран членом-корреспондентом РАН 29 мая 2025 года. .

## Биография
В 1996 году окончил кафедру электроники, колебаний и волн физического факультета Саратовского государственного университета им. Н.Г. Чернышевского по специальности «радиофизика и электроника». В 1999 защитил кандидатскую диссертацию по специальности 01.04.03 — радиофизика в диссертационном совете на базе СГУ им. Н.Г. Чернышевского. Научные консультанты: доктор физико-математических наук, профессор Ю.Д. Жарков и кандидат физико-математической наук В.Г. Анфиногентов.  В 2005 защитил докторскую диссертацию на тему «Сложные нелинейные процессы и управление ими в распределенных автоколебательных системах с электронными потоками» по специальности 01.04.03 — радиофизика в СГУ им. Н.Г. Чернышевского. Научный консультант: член-корреспондент РАН, доктор физико-математических наук, профессор Д.И. Трубецков. В 2008 присвоено ученое звание профессора по кафедре электроники, колебаний и волн Саратовского государственного университета им. Н.Г. Чернышевского.
С 1999 года — ассистент, с 2000 года — доцент, с 2007 по 2014 год — профессор кафедры электроники, колебаний и волн СГУ им. Н.Г. Чернышевского. С 2004 по 2014 год —заведующий лабораторией (по совместительству) физики нелинейных явлений НИИ естественных наук СГУ им. Н.Г. Чернышевского. С 2014 по 2019 года — главный научный сотрудник Научно-образовательного центра «Системы искусственного интеллекта и нейротехнологии» (до 2017 —  НОЦ «Нелинейная динамика сложных систем») СГТУ им. Гагарина Ю.А.  С 2015 по 2019 года  — заведующий кафедрой автоматизация, управление, мехатроника Института электронной техники и машиностроения СГТУ им. Гагарина Ю.А.  С 2019 по 2022 года — профессор и заведующий лабораторией нейронауки и когнитивных технологий Университета Иннополис. С 2020 года — главный научный сотрудник Балтийского федерального университета им. И. Канта. С 2021 года — руководитель Балтийского центра нейротехнологий и искусственного интеллекта БФУ им. И. Канта. С 2024 года — профессор (по совместительству) БФУ им. И. Канта.С 2023 — заведующий лабораторией исследований тактильной коммуникации Государственного института русского языка им. А.С. Пушкина, созданной в рамках программы мегагрантов.

## Научная деятельность
Специалист в области теории сложных сетей, искусственного интеллекта и нейронауки. Развивает методы интерпретируемого искусственного интеллекта для задач медицинской диагностики и создания систем поддержки принятия врачебных решений. Разрабатывает новые физико-математические подходы к изучению сигналов биомедициной природы и нейронных сетей головного мозга.
Автор и соавтор более 300 научных работ, в том числе 10 учебников и монографий, 31 патента.
Под его руководством защищены 3 докторских и 17 кандидских диссертаций.
Научный руководитель проектов, получивших поддержку Российского фонда фундаментальных исследований; Федеральных целевых программ; международных фондов; Российского научного фонда; программы мегагрантов.
Член редколлегии журналов Chaos, Solitons & Fractals (c 2015); Heliyon (2017—2023); Врач и информационные технологии (с 2020); Applied Science (c 2020); Информационно-управляющие системы (c 2018); Russian Open Medical Journal (c 2019); Russian Journal of Nonlinear Dynamics (c 2019) и др.
Член наблюдательного совета Международного общества по физике и управлению (International Physics and Control Society; IPACS) (с 2019).
Председатель программного комитета 9th International Conference on Physics and Control (сентябрь 2019, университет Иннополис, Казань, Россия), сопредседатель программного комитета V-VII Международных научных школ «Dynamics of Complex Networks and its Applications», проводимой в рамках Балтийского форума по нейронауке, искусственному интеллекту и сложным системам (2021—2024, Балтийский федеральный университет им. И. Канта, Калининград, Россия), председатель программного комитета 1-IV Международных научных школ «Dynamics of Complex Networks and its Applications in Robotics» (2017, 2018, СГТУ им. Гагарина Ю.А.; 2019, 2020, Университет Иннополис, Россия), член программных и организационных комитетов многих крупных международных научных конференций и школ.
Председатель диссертационного совета по биофизике при БФУ имени И. Канта, член диссертационных советов по радиофизике при СГУ им. Н.Г. Чернышевского; по математическому моделированию, численным методам и комплексам программ при БФУ имени И. Канта и когнитивным наукам при Высшей школе экономики.

## Лекции
- О дивный новый мир с искусственным интеллектом – Александр Храмов / Проект "Открытое пространство"
- Нейровизуализация – Александр Храмов / ПостНаука
- Динамика нейронных ансамблей – Александр Храмов / ПостНаука
- Работа мозга при решении когнитивных задач — Александр Храмов / ПостНаука
- Адаптивные системы управления — Александр Храмов / ПостНаука
- Нейронаука, нейроинтерфейсы, биофизика, научные публикации — Александр Храмов / Den of Rich
- Системы управления и ИИ — Александр Храмов / Neurothlon